# De Balie
Le De Balie est à la fois un théâtre, une salle de concert et un espace culturel d'Amsterdam situé dans l'arrondissement de Centrum, à proximité de Leidseplein. Créé en 1982 par Felix Rottenberg, le centre se positionne comme un espace d'échanges et de discussions sur des thématiques variées allant de la politique à l'art en passant par le cinéma et les médias. De Balie offre ainsi une programmation très variée alternant conférences débats politiques et manifestations culturelles (projections cinématographiques, concerts, etc.). Depuis septembre 2012, une salle de cinéma à projette des films quotidiennement, et plusieurs conférences et soirées s'y tiennent à l'occasion du Amsterdam Dance Event (ADE). 